# Jail Birds of Paradise
Jail Birds of Paradise é um filme de 1934 da Metro-Goldwyn-Mayer estrelando Os Três Patetas. O filme foi escrito por e dirigido por Al Boasberg e filmado em Technicolor. O filme foi lançado em 10 de março de 1934.

## Sinopse
Quando o diretor da Prisão Paraíso está ausente por três meses, sua filha Miss Deering (Dorothy Appleby) decide transformar a prisão no "Paraíso", um hotel de luxo completo com todas as comodidades, e ela coloca os guardas da prisão para administrar o "hotel" para. Enquanto Miss Deering e sua secretária visitam a prisão, há uma série de piadas que envolvem vários prisioneiros; entre eles, registrando-se na recepção do Paradise, estão Joe Pantz (Moe Howard), um assassino que foi transferido de Leavenworth.
Durante um show realizado no auditório da prisão naquela noite com jantar e música, Moe entra com Curly Howard, que está usando uma peruca, e os dois trabalham com um esquema tônico capilar entre os outros prisioneiros; essa cena foi mais tarde foi refeita por Moe Howard, Larry Fine e Joe DeRita no longa de 1961, Branca de Neve e os Três Patetas. A noite termina com tiros e um tumulto de arremessos de vasos entre os prisioneiros.
Os Dodge Twins aparecem em um número chamado "The Lock Step", que foi filmado em 1930 no então estreante Metro-Goldwyn-Mayer Stage Six para o March of Time, um musical da MGM que nunca foi finalizado ou lançado. Esta sequência foi reciclada em Jail Birds of Paradise.

## Elenco
- Dorothy Appleby como Miss Deering, guarda da prisão
- Heinie Conklin como Prisioneiro
- Beth Dodge como Bell Hop (é Dodge Twins)
- Harrison Greene como Prisoner
- Curly Howard como Prisioneiro
- Moe Howard como Joe Pantz
- M-G-M Dancing Girls como elas mesmas
- Frank Moran como Condenado
- Jack Pennick como Redface (condenado)
- Shirley Ross como ela mesma
- Leo White como Tailor
- Austin J. Young como Dançarino

## Estado de preservação
Este filme atualmente é considerado um filme perdido, sem imagens de colecionador ou semelhantes.